# Ändträ
Ändträ  är den sida av ett trästycke som är vinkelrät mot fibrernas längdriktning.
Ändträ suger cirka 20 gånger mer vatten per tidsenhet än flatsidorna på trä. Ändträ måste därför behandlas mer noggrant än trä som inte exponerar fiber i längriktningen utåt, för att hindra vatten från att tränga in. Inom båtbyggeri används konstruktionen cirkelbågsskrov för att undvika att det finns ändträ, som suger vatten under vattenlinjen.
Trägravyrtekniken xylografi bygger på användningen av en skiva av ett hårt träslags, vanligen buxboms, hårda ändträ, vilken bearbetas med en stickel.
För hyvling av ändträ används en stöthyvel, vilken har en liten skärvinkel.